# Communistische Partij van Nederland
De Communistische Partij van Nederland (CPN) was een Nederlandse politieke partij die in 1909 onder de naam Sociaal-Democratische Partij (SDP) werd opgericht als afsplitsing van de SDAP, en in 1990 opging in Groen Links. Ongeveer een jaar na de fusie werd de partijorganisatie – toentertijd de oudste van Nederland – officieel opgeheven. De partij vertegenwoordigde de hoofdstroom van het communisme (marxisme-leninisme en tot 1956 stalinisme) binnen het Nederlandse politieke bestel.
De CPN zag de onderdrukking van de arbeidersklasse als een gevolg van het kapitalisme. Ze streefde naar afschaffing van het koningschap ten gunste van een republiek, gelijke rechten voor vrouwen en mannen, zeer ingrijpende wetgeving op het gebied van arbeid en tal van andere sociale veranderingen.

## Geschiedenis

### Scheuring in de SDAP
De geschiedenis van de CPN begon in 1909 met een scheuring in de Sociaal-Democratische Arbeiderspartij (SDAP). Deze partij had twee stromingen, een reformistisch/revisionistische en een orthodox-marxistische. Na jarenlange botsingen tussen principiële marxisten binnen de SDAP en SDAP-fractievoorzitter Pieter Jelles Troelstra, waarbij Troelstra en het partijbestuur de scherpe toon van de kritiek van die marxisten onaanvaardbaar achtten, werd op het partijcongres van 13–14 februari 1909 in Deventer, bij tweederdemeerderheid, de redactie van het marxistische oppositieblad De Tribune geroyeerd. Met hen verlieten zo'n 400 geestverwanten de SDAP. Op 14 maart richtten zij de nieuwe SDP (Sociaal-Democratische Partij) op. Oprichters waren onder anderen David Wijnkoop, Willem van Ravesteyn, Jan Ceton en Herman Gorter. De Tribune werd het partijorgaan.

### 1910-1939
Bij de Tweede Kamerverkiezingen van 1918, de eerste verkiezingen na de invoering van het algemeen kiesrecht, slaagde de SDP erin om twee van de honderd zetels in het parlement te bemachtigen. In het parlement vormden de SDP'ers met de eenmansfracties van SP en BCS de Revolutionaire Kamerclub. In 1919 verkregen de communisten een derde zetel door de overstap van BCS-Kamerlid Willy Kruyt.
In november 1918 werd de naam veranderd in Communistische Partij in Nederland (CPN), in navolging van de bolsjewieken die na de Russische Revolutie de benaming 'sociaaldemocratisch' inruilden voor de oudere term 'communistisch' om aansluiting te vinden bij de revolutionaire traditie van het midden van de 19e eeuw. De naamswijziging was een vereiste voor het lidmaatschap van de Komintern dat de Nederlandse communisten in 1919 verkregen. Later werd de naam Communistische Partij Holland (CPH) gangbaar.
Mede door de vele scheuringen en royementen (zie bijvoorbeeld RSP), behaalde de partij vóór de Tweede Wereldoorlog weinig successen. In 1929 deed de CPH met twee verschillende lijsten mee aan de verkiezingen en haalde zo twee zetels. Onder druk van de Sovjet-Unie werd hierna de eenheid in de partij hersteld. Op het partijcongres in december 1935 werd de naam veranderd in Communistische Partij van Nederland (CPN). Tijdens de Tweede Kamerverkiezingen van 1933 behaalde de partij het grootste vooroorlogse succes, met vier van de honderd zetels in de Tweede Kamer. In 1937 ging één hiervan weer verloren.
Omdat gedurende de Tweede Wereldoorlog alle bestanden vernietigd zijn, zijn de vooroorlogse ledenaantallen niet bekend. Omdat echter de Duitse Gestapo de CPN in samenwerking met de Nederlandse inlichtingendiensten scherp in de gaten hield, weten we uit Duitse bron dat op 31 oktober 1937 het ledenaantal 10.852 bedroeg. Dit aantal is na het Molotov-Ribbentroppact van 23 augustus 1939 teruggelopen tot rond de 9.000. Dit niet-aanvalsverdrag tussen Duitsland en de Sovjet-Unie sloeg in als een bom en werd door de CPN als een meesterzet van Stalin beoordeeld. Het geloof in het communisme werd hierdoor voor menig partijlid zwaar op de proef gesteld.

### Tweede Wereldoorlog
Na de op de Duitse inval volgende capitulatie werd de partij door de bezetter verboden. De partij was echter al vóór de oorlog voorbereid op een eventuele vlucht in de illegaliteit. De activiteiten werden dan ook na korte tijd voortgezet. Al op de dag van de capitulatie, 15 mei 1940, werd in een vergadering van het partijbestuur in het partijgebouw Parlando aan het Frederiksplein in Amsterdam besloten een illegale organisatie op te bouwen.
In het begin van de oorlog werd de partijtop gevormd door Paul de Groot, Lou Jansen en Jan Dieters. Ook voor de Amsterdamse districtsleider Jaap Brandenburg was een belangrijke rol weggelegd. Vooroorlogse bekende kaderleden namen in eerste instantie niet aan het illegale werk deel; dat werd te gevaarlijk geacht. Het nieuwe illegale kader ging bestaan uit ongeveer 2000 mensen, per district in cellen georganiseerd.
In november 1940 werd het partijblad De Waarheid opgericht; A.J. Koejemans was de eerste hoofdredacteur. Het was niet het vroegste illegale blad; in Den Haag was al twee weken eerder een ander tijdschrift uitgebracht, De Vonk. Op de stencilapparaten van De Waarheid werd in 1941 het manifest voor de Februaristaking gedrukt. Tot de dag van vandaag is omstreden wie de auteur was van dit manifest ("Staakt, Staakt, Staakt"). Volgens Frits Reuter (boek, “De Communistische partij van Nederland in oorlogstijd”) was Lou Jansen de opsteller van het manifest.

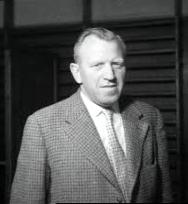
Gerben Wagenaar in 1956

In het eerste jaar was het beleid van de illegale CPN minder fel gekant tegen de Duitse bezetter dan tegen het "imperialistische Westen", inclusief het Huis van Oranje. In de jaargang 1940 nr. 6 van het partijmaandblad Politiek en Cultuur werd zelfs opgeroepen tegenover de Duitse bezetter een "correcte houding" aan te nemen. Citaat uit dit nummer: “Het hoogste belang van de Nederlandse bevolking vordert dat zij, noch direct, noch indirect, steun verleent aan de oorlogsvoering der Geallieerden, doch dat zij tegenover Duitsland een waarlijke neutraliteit in acht neemt”.
Nog ruim vóór de door de CPN georganiseerde Februaristaking in 1941 veranderde, vooral onder druk van de Komintern, deze houding echter en dit versterkte zich nog na de Duitse aanval op Sovjet-Rusland in juni 1941. De verzetsactiviteiten richtten zich behalve op het verspreiden van de krant en pamfletten (waaronder Aan het Nederlandsche volk in Eindhoven) vooral op sabotage. Met dat laatste werd oud-Spanjestrijder Janrik van Gilse belast. Met Gerben Wagenaar, Max Meijer (eveneens oud-Spanjestrijder), Jan Schouten en Gerrit Willem Kastein richtte hij de zogeheten Militaire Commissie of Militair Contact (MC) op, die landelijk aanslagen ging plegen op spoorwegen, fabrieken en dergelijke. Een aparte groep onder leiding van Daan Goulooze bedreef spionage ten behoeve van de Sovjet-Unie en droeg zorg voor (beveiligd) radiografisch contact tussen de illegale leiding van de CPN en de Komintern.
De illegale CPN werd fel vervolgd. De Duitsers en de politie konden de actieve CPN-leden betrekkelijk makkelijk opsporen doordat de Nederlandse regionale inlichtingendiensten meteen na de Nederlandse capitulatie hun vooroorlogse infiltranten in de partij ook voor de Sicherheitsdienst (SD) inzetten. Zo heeft de infiltrant Van Soolingen, actief sinds 1923 tot maart 1945, in Den Haag honderden mensen laten arresteren, waarvan er minstens 130 om het leven zijn gekomen. Het gevolg van de vervolging was dat halverwege 1942 de helft van het illegale kader was gearresteerd en uitgeschakeld. In 1943 wilde het driemanschap De Groot, Dieters en Jansen zich om veiligheidsredenen uit de illegale leiding terugtrekken en deze overdragen aan een andere leiding, bestaande uit Piet Vosveld, Jaap Brandenburg en Gerrit van den Bosch. Zover kwam het niet. Vosveld werd door de SD gepakt en werd vervolgens onder zware druk gezet om als verklikker en lokvogel te fungeren. In april 1943 werden daardoor Jansen en Dieters gearresteerd. De Groot en Brandenburg ontsnapten ternauwernood. Vooral Jansen liet onder druk van de zware SD-verhoren veel informatie los over organisatie en personen van de CPN. Beiden werden voor hun verzetsactiviteiten ter dood veroordeeld en op 9 oktober 1943 op de Waalsdorpervlakte gefusilleerd. Nadat De Groot in 1943 – in tegenstelling tot zijn later in Auschwitz vermoorde joodse vrouw en dochter – opnieuw ternauwernood aan arrestatie op zijn onderduikadres in Gorssel (Ov.) wist te ontsnappen, trok hij zich gedurende de rest van de oorlog uit het illegale werk terug. Op voorspraak van Goulooze nam nu Jan Postma, districtleider van Amsterdam, de leiding op zich. De nieuwe top sloeg een gematigder, meer op samenwerking met het sociaaldemocratische verzet gerichte koers in. De Militaire Commissie werd opgeheven; Wagenaar werd vertegenwoordiger van de CPN in de nieuwe Raad van Verzet, waarin de overgebleven sabotagegroepen opgingen. Jan Postma werd gearresteerd in november 1943 en in 1944 gefusilleerd. De laatste illegale leiding tot de bevrijding bestond uit onder meer (wederom) Brandenburg, Reuter, Wagenaar, Koejemans, Puister en Baruch. De Waarheid bleef tot het eind van de oorlog verschijnen. Naar schatting zijn ruim 2000 communistische verzetsmensen tijdens de oorlog om het leven gekomen. Vele tientallen van hen werden op diverse plaatsen in Nederland gefusilleerd. Vele anderen verdwenen in de Duitse kampen en werden soms kort voor de bevrijding nog vermoord, een lot dat ook Hannie Schaft overkwam.

### 1945 - 1970

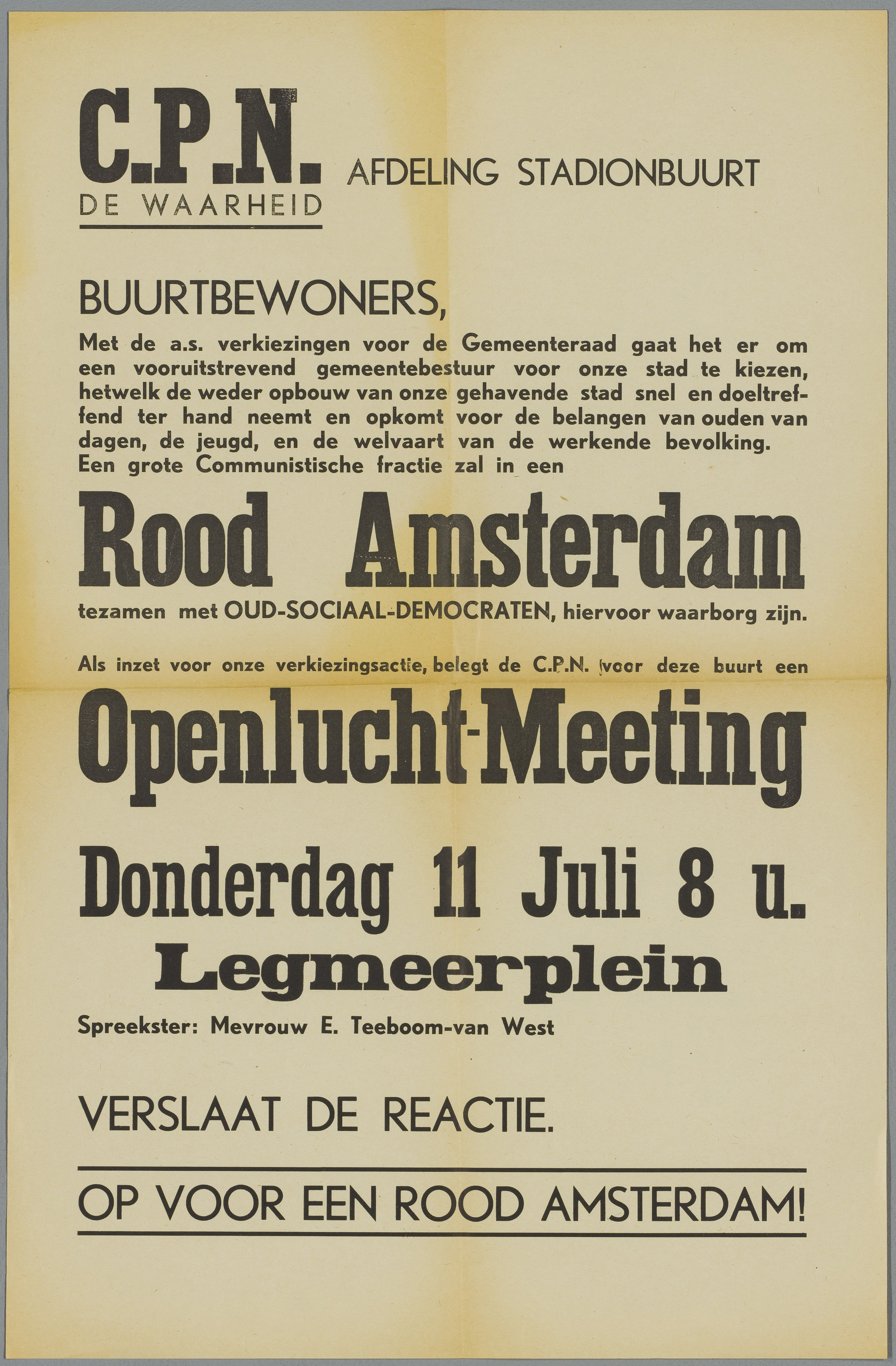
Oproep van de C.P.N. tijdens de voor de partij succesvolle gemeenteraadsverkiezingen in Amsterdam in 1946

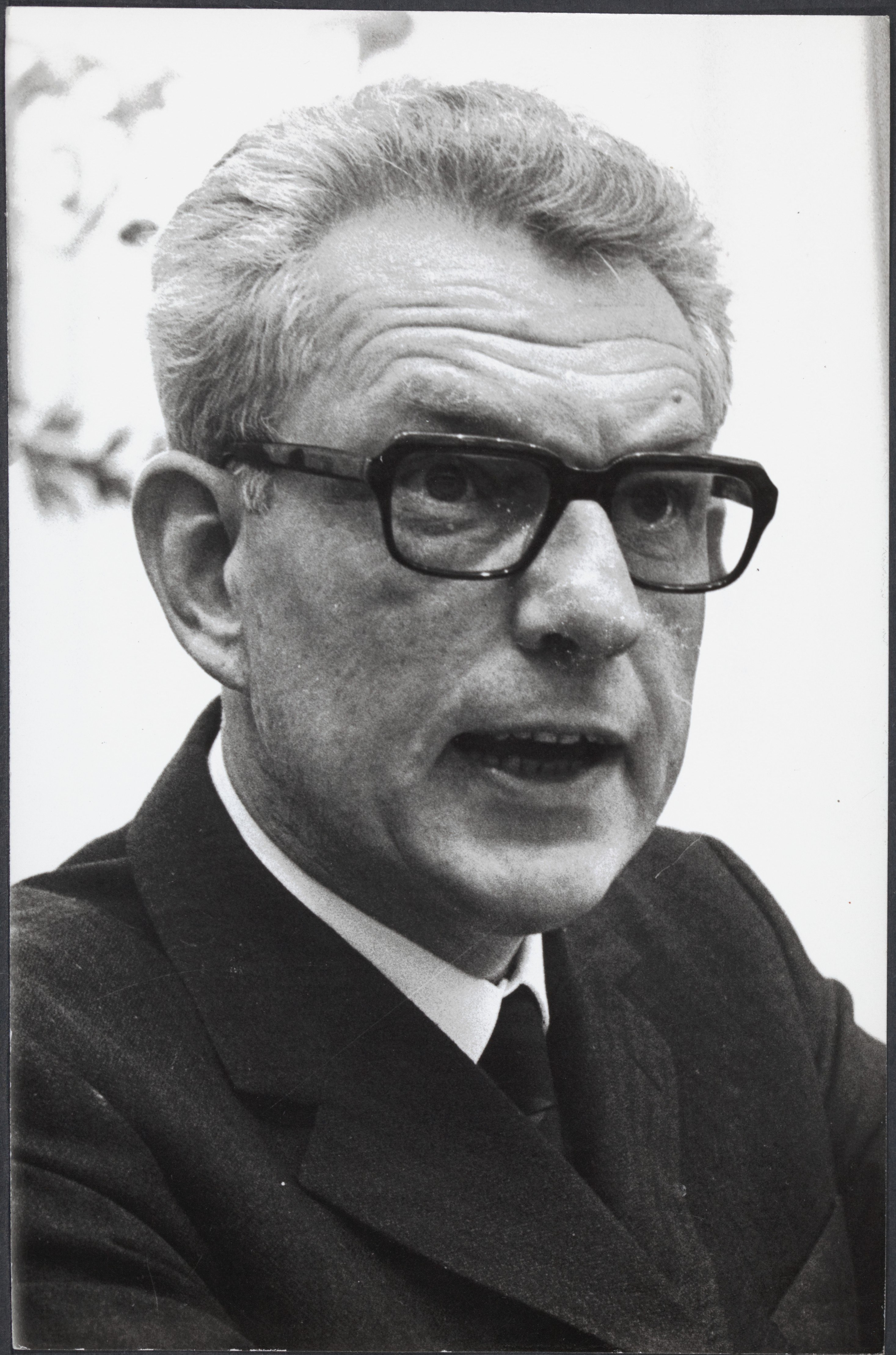
Marcus Bakker in 1972

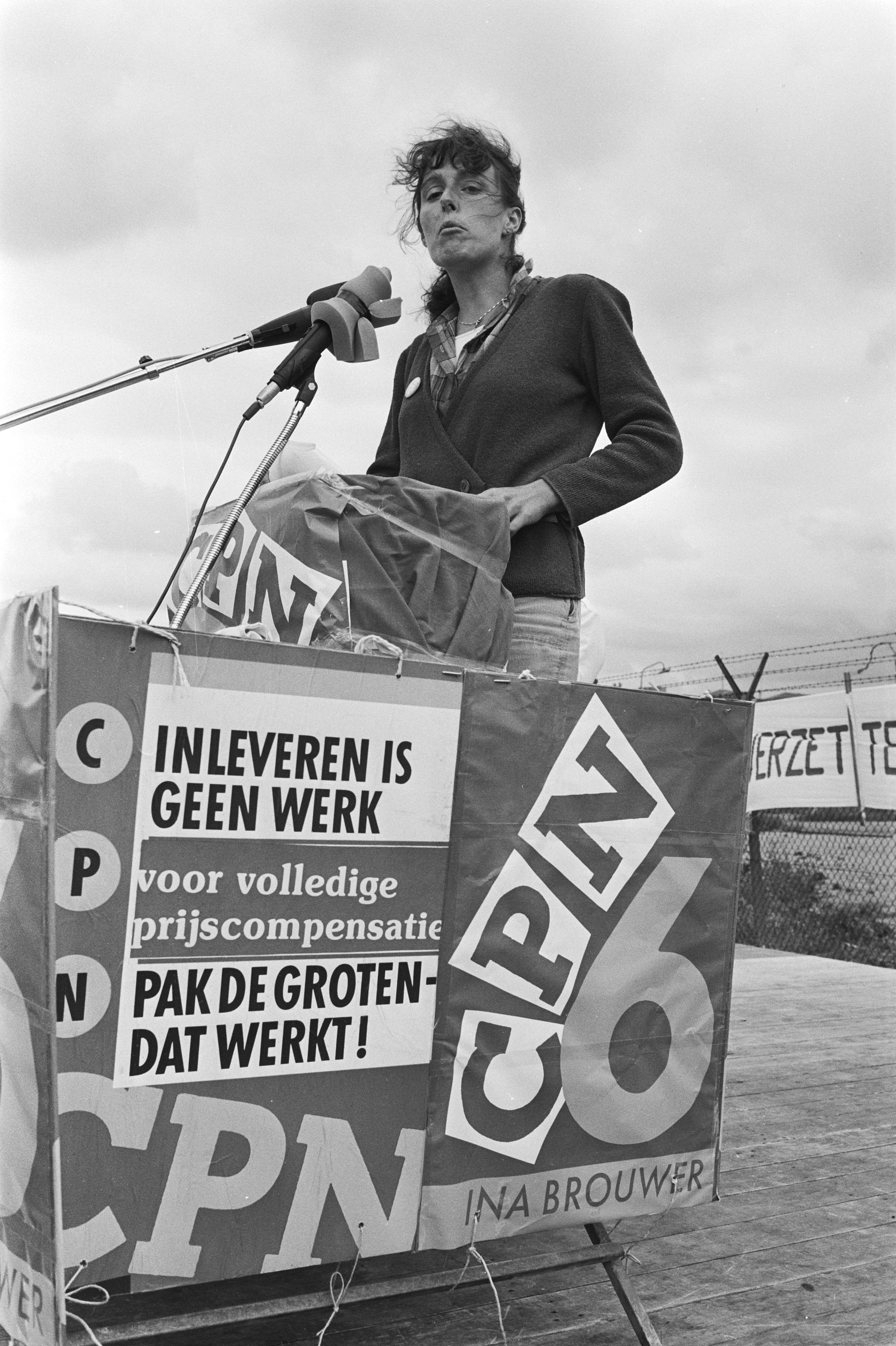
Lijsttrekker Ina Brouwer tijdens een verkiezingstoespraak in 1982

Onmiddellijk na de bevrijding rees de fundamentele vraag of de CPN in zijn oude vorm zou moeten terugkeren of opgaan in een bredere progressieve massabeweging. Deze laatste optie werd aanvankelijk ook door Paul de Groot omarmd. Tijdens de zgn. "juli-conferentie" van de naoorlogse CPN op 21, 22 en 23 juli 1945 stond deze keuze dan ook centraal. Door bemoeienis van Moskou veranderde De Groot echter plotseling van standpunt en beschuldigde de als "juli-oppositie" aangeduide groep (bestaande uit o.a. Daan Goulooze, Anton Koejemans, Wim van Exter, Theun de Vries), die het idee van opgaan van de partij in een brede massabeweging vanaf het begin afkeurde, opeens van fractievorming. Sommigen van die juli-opposanten laakten tijdens de conferentie de passiviteit van De Groot in het verzet na de uitschakeling van het driemanschap in 1943 en hadden daarnaast moeite met zijn openlijk (maar vergeefs) lonken naar een ministerspost (Voedselvoorziening, de keuze viel op Sicco Mansholt) in het naoorlogse noodkabinet Drees/Schermerhorn. De Groot kwam uiteindelijk als overwinnaar uit de strijd tevoorschijn en stelde daarmee zijn door menigeen ter discussie gestelde leiderspositie binnen de partij voor geruime tijd weer veilig.
De activiteiten van de CPN tijdens de oorlog zorgden voor een hoogtepunt in de populariteit van de partij. Bij de gemeenteraadsverkiezingen begin 1946 behaalde de partij landelijk 16% van de stemmen. In de gemeente Amsterdam werd de CPN zelfs de grootste partij met 32% van de stemmen en 15 raadszetels. De eerste naoorlogse Tweede-Kamerverkiezingen in datzelfde jaar leverden de partij 10,6% van de stemmen op, goed voor tien zetels. De Waarheid was enige tijd het meest gelezen dagblad van Nederland, mede door het verschijningsverbod dat de Telegraaf tot 1949 trof. Van 1947 tot 1981 was het hoofdkantoor gevestigd in het gebouw Felix Meritis te Amsterdam, waar aan de achterkant op de Prinsengracht de eigen drukpers gevestigd was. Deze pers was met obligatieleningen gefinancierd via een actie onder leden en aanhangers van de CPN.
Onder invloed van de Koude Oorlog verloor de partij in de jaren vijftig veel aanhang, tot een dieptepunt van 2,4% van de stemmen in 1959. De partij was erg impopulair tijdens de Hongaarse Opstand in 1956. Als gevolg van de inval van de Sovjet-Unie in Hongarije werd door een stenengooiende menigte gepoogd de in het gebouw Felix Meritis gevestigde redactieburelen van het partijdagblad De Waarheid te bestormen, omdat partij en krant de inval steunden.
De CPN genoot tijdens de Koude Oorlog bijzondere belangstelling van de Binnenlandse Veiligheidsdienst en bij onderlinge onenigheid rees binnen de partij geregeld de vrees dat deze door infiltranten werd gezaaid en aangewakkerd.. Daadwerkelijke verdeeldheid ontstond binnen de partij vooral over de ingezette destalinisatie in de Sovjet-Unie, naar aanleiding van de rede van Nikita Chroesjtsjov tijdens het 20e partijcongres van de CPSU in 1956 over de onder verantwoordelijkheid van Stalin gepleegde misdaden. Daarnaast was er ook onenigheid over de aansturing van de Eenheidsvakcentrale EVC. Paul de Groot leidde een partijlijn die zich tegen serieus doorgevoerde destalinisatie verzette en poogde de macht in de EVC over te nemen – en toen dit mislukte deze probeerde te liquideren –, terwijl een minderheid zich daartegen keerde. Door deze interne strijd werden vooral door het toedoen van Paul de Groot diverse gezaghebbende partijprominenten met een respectabel verzetsverleden geroyeerd, zoals Gerben Wagenaar, Henk Gortzak, Rie Lips, Bertus Brandsen en Frits Reuter. Een grote rol hierbij vervulde het Tweede Kamerlid Marcus Bakker. Alhoewel lange tijd Bakker beticht werd van het auteurschap van de geruchtmakende brochure De CPN in de oorlog onder meer in het boek Dwars, duivels en dromend van Ger Verrips, waarin Marcus Bakker zelf aangeeft de integrale tekst van de brochure te hebben geschreven. Leo Molenaar, in zijn biografie van Marcus Bakker, beweert echter dat De Groot de eigenlijke opsteller was. In de brochure werd naar stalinistisch model de geschiedschrijving over de rol van de CPN in de oorlog "bijgesteld", waarbij een aantal geroyeerden met terugwerkende kracht in een kwaad daglicht werd gesteld; zij werden ervan beschuldigd tijdens de Bezetting geen verzetsstrijders doch bij nader inzien eigenlijk verraders en Engelse spionnen te zijn geweest.
Onderwijl zette zich een ontwikkeling in waarin de partij zich langzamerhand ontworstelde aan het juk van Moskou en een meer – naar eigen zeggen – autonome koers werd ingezet. Dit bleek onder meer tijdens de inval van de legers van het Warschaupact in Tsjecho-Slowakije in 1968 - die door de CPN werd veroordeeld - en de neutrale opstelling van de partij in het conflict tussen Moskou en Peking in diezelfde periode.
Een aantal geroyeerde en uitgetreden prominente partijleden vormden de Brug-groep. Zij deden, zonder succes, als Socialistische Werkers Partij (SWP) mee aan de Tweede Kamerverkiezingen van 1959.

### Jaren 70 en 80
In de jaren zestig en zeventig nam de aanhang weer geleidelijk toe, vooral onder invloed van acties in de Groningse strokartonindustrie onder leiding van Fré Meis, door steunbetuigingen van de partij aan diverse studentenacties (bezetting Maagdenhuis) en door de groeiende populariteit van het welbespraakte Kamerlid Marcus Bakker met zijn met vileine humor en sarcasme doorspekte – in die tijd steeds vaker op de televisie uitgezonden – bijdragen in de Kamerdebatten. Ook de veroordeling door de CPN van de inval van de legers van het Warschaupact in Tsjecho-Slowakije in augustus 1968 zal toenemende sympathie voor de partij in de hand hebben gewerkt. Zo verwierf de partij bij de verkiezingen van 1971 zes, en bij die van 1972 zeven zetels. Vanaf het midden van de jaren zeventig schoof de CPN, vooral op initiatief van De Groot, in haar oriëntatie weer dichter naar Moskou toe. Aan het begin van de jaren zeventig kwam, vooral in de bolwerken Amsterdam en Groningen, een omvangrijke toestroom van leden uit de studentenbeweging op gang, die zich in die jaren in meerderheid nog gedwee aanpaste aan de in de leninistische partijcultuur in acht te nemen discipline.
Bij de verkiezingen van 1977 volgde evenwel een dramatische electorale terugval, van zeven naar twee zetels. De door De Groot bedachte verkiezingsslogan "Van Agt eruit, de CPN erin" bleek een miskleun. Deze nederlaag luidde dan ook zijn ondergang als erelid van het partijbestuur in, niet in het minst omdat hij de partijleiding heftige verwijten over deze terugval had gemaakt. Voor het eerst kreeg hij te maken met serieuze oppositie van partijprominenten die hem tot dan toe tientallen jaren kritiekloos hadden gevolgd. Zijn wegvallen uit de partijtop resulteerde in een geleidelijk groeiende democratische partijcultuur, waarin meer ruimte ontstond voor discussie en verschil van opvattingen. Parallel aan deze ontwikkeling echter zette de al jaren geleden ingezette uitstroom van aanhang onder de arbeiders zich in versterkte mate voort. Weliswaar werden in 1981 (met Bakker als lijsttrekker) en bij de vervroegde verkiezingen van 1982 (lijsttrekker Ina Brouwer) weer drie zetels behaald, maar de partij herstelde zich nooit meer echt van de terugslag van 1977. In datzelfde jaar werd het oude zeer van de zuiveringen in de jaren vijftig weer onder ogen gezien; het rapport De CPN in de oorlog (1958), waarin het verzetsverleden van diverse geroyeerde partijprominenten verdacht werd gemaakt, werd formeel ingetrokken.
Het verzet tegen de door de Nederlandse regering afgekondigde bezuinigingen in de jaren tachtig was krachtig. Bovendien moderniseerde de partij zich door naast de bevrijding van de arbeidersklasse ook thema's als feminisme en homo-emancipatie tot een speerpunt te maken. De nieuwe instroom van partijleden was net als in het begin van de jaren zeventig voor een groot deel afkomstig uit de studenten- en nu ook de welzijnswereld, met bij deze lichting duidelijk minder orthodoxe opvattingen over ideologie en partijdiscipline.
Samen met de ontwikkelingen vanaf midden jaren '80 in de Sovjet-Unie (glasnost en perestrojka) en in het Oostblok, zoals de opkomst van Solidariteit in Polen en de uiteindelijke val van de Berlijnse Muur, was deze instroom een van de achterliggende oorzaken van het geleidelijke verval van de partijdiscipline, het wegvallen van de cohesie binnen en het uiteindelijk uiteenvallen van de partij. De zich geleidelijk manifesterende tegenstellingen tussen de vooral op vrouwen- en homo-emancipatie gefocuste nieuwe lichting en de oude gestaalde kaders met veelal een arbeidersachtergrond, bleek niet overbrugbaar. Een van de belangrijkste wapenfeiten van de partij in die jaren betrof haar prominente rol in de succesvolle manifestaties in het kader van de actie "Stop de Neutronenbom".
Een deel van de oude arbeidersgarde raakte steeds meer ontstemd dat de CPN met alle vernieuwingen weg bewoog van haar marxistisch-leninistische beginselen. Volgens deze leden gleed de partij af naar een reformistische actiegroep, die niet meer fundamenteel ten strijde trok tegen het kapitalistische systeem. In 1982 richtte deze groep leden het Horizontaal Overleg van Communisten (HOC) op, een pressiegroep binnen de CPN om de partij weer op het rechte marxistische pad te krijgen. Een dergelijk initiatief stond overigens op gespannen voet met de binnen de communistische beweging omarmde beginselen van het democratisch centralisme, zoals dat door Lenin was geformuleerd. Iets meer dan een jaar later werd het Verbond van Communisten in Nederland opgericht, dat buiten de CPN opereerde en in 1986 aan de verkiezingen meedeed als VCN, Partij van Communisten in Nederland. De VCN behaalde geen enkele zetel en de CPN verdween uit de Tweede Kamer.

### Opheffing
In 1989 ging de partij op in Groen Links en op 15 juni 1991 werd de CPN opgeheven. De deelname van de CPN aan Groen Links was niet onomstreden. Sommige partijleden hingen de rode vlag halfstok toen het besluit tot samengaan genomen werd. De CPN'ers die het niet eens waren met het besluit op te gaan in Groen Links liepen massaal weg. Velen werden lid van de Socialistische Partij. Anderen gingen samen met verschillende andere groepen in het land, zoals de VCN, door als Nieuwe Communistische Partij-NCPN. Deze partij bestaat nog steeds en is vertegenwoordigd in de gemeenteraad van De Fryske Marren. In 1999 was er een splitsing op lokaal niveau binnen de NCPN, waar de afdeling Scheemda zelfstandig doorging als de Verenigde Communistische Partij (VCP). De VCP is vertegenwoordigd in de gemeenteraad van Oldambt.
De andere CPN-gelieerde organisaties gingen na de opheffing van de CPN hun eigen weg. De Nederlandse Vrouwenbeweging (NVB) en het ANJV weigerden op te gaan in Groen Links, en werden beide aan het begin van de 21e eeuw opgeheven. De uitgeverij Pegasus bestaat nog steeds, maar is niet meer politiek gelieerd en richt zich vooral op Russische en Slavische literatuur. De partijkrant De Waarheid was al in 1990 opgeheven en werd opgevolgd door het opinieweekblad Forum. Dit blad ging echter na amper een jaar in 1991 ter ziele.

## Volksvertegenwoordiging

### Tweede Kamer
| Verkiezingsjaar | Partijleider    | Kandidatenlijst | Aantal stemmen | % van de stemmers | Aantal behaalde zetels |
| --------------- | --------------- | --------------- | -------------- | ----------------- | ---------------------- |
| 1909            | David Wijnkoop  |                 | 542            | 0,09%             | 0 / 100                |
| 1913            | David Wijnkoop  |                 | 1.340          | 0,17%             | 0 / 100                |
| 1917            | David Wijnkoop  |                 | 17.288         | 7,73%             | 0 / 100                |
| 1918            | David Wijnkoop  | Kandidatenlijst | 31.010         | 2,31%             | 2 / 100                |
| 1922            | David Wijnkoop  | Kandidatenlijst | 53.664         | 1,83%             | 2 / 100                |
| 1925            | Lou de Visser   | Kandidatenlijst | 36.770         | 1,19%             | 1 / 100                |
| 1929            | Lou de Visser   | Kandidatenlijst | 65.051         | 2,06%             | 2 / 100                |
| 1933            | Lou de Visser   | Kandidatenlijst | 118.238        | 3,18%             | 4 / 100                |
| 1937            | Lou de Visser   | Kandidatenlijst | 136.026        | 3,35%             | 3 / 100                |
| 1946            | Gerben Wagenaar | Kandidatenlijst | 502.963        | 10,56%            | 10 / 100               |
| 1948            | Gerben Wagenaar | Kandidatenlijst | 382.001        | 7,74%             | 8 / 100                |
| 1952            | Henk Gortzak    | Kandidatenlijst | 328.621        | 6,16%             | 6 / 100                |
| 1956            | Henk Gortzak    | Kandidatenlijst | 272.054        | 4,75%             | 4 / 100 - 7 / 150      |
| 1959            | Paul de Groot   | Kandidatenlijst | 144.542        | 2,41%             | 3 / 150                |
| 1963            | Paul de Groot   | Kandidatenlijst | 173.322        | 2,77%             | 4 / 150                |
| 1967            | Marcus Bakker   | Kandidatenlijst | 248.318        | 3,61%             | 5 / 150                |
| 1971            | Marcus Bakker   | Kandidatenlijst | 246.569        | 3,90%             | 6 / 150                |
| 1972            | Marcus Bakker   | Kandidatenlijst | 330.398        | 4,47%             | 7 / 150                |
| 1977            | Marcus Bakker   | Kandidatenlijst | 143.481        | 1,73%             | 2 / 150                |
| 1981            | Marcus Bakker   | Kandidatenlijst | 178.292        | 2,05%             | 3 / 150                |
| 1982            | Ina Brouwer     | Kandidatenlijst | 147.753        | 1,79%             | 3 / 150                |
| 1986            | Ina Brouwer     | Kandidatenlijst | 57.847         | 0,63%             | 0 / 150                |

## Aanhang en bolwerken
Gedurende de jaren van haar bestaan was de partij lokaal soms zeer sterk. De belangrijkste bolwerken van de partij waren Oost-Groningen, de Zaanstreek en Amsterdam (met name Amsterdam-Noord). Het sterkst stond de partij in de Oost-Groningse gemeente Finsterwolde, naast Beerta de enige gemeente waar de CPN enkele malen een absolute meerderheid behaalde. Bij de verkiezingen voor de Provinciale Staten in 1970 verwierf de partij in Finsterwolde een stemmenpercentage van 69,6%, een tot dan toe nog nooit bereikt en nadien ook niet meer overtroffen record. In buurgemeente en tweede grootste bolwerk Beerta leverde de CPN van 1982 tot 1989 haar eerste en enige burgemeester in de persoon van Hanneke Jagersma. Finsterwolde en Beerta vormden samen met het derde grootste bolwerk Nieuweschans vanaf 1990 de gemeente Reiderland, waar bijna alle CPN-kiezers buiten Groen Links bleven en overgingen naar de NCPN.
Andere bolwerken waren Bellingwedde en Pekela (vooral Oude Pekela) in Oost-Groningen en Zaanstad (vooral Koog aan de Zaan, Krommenie en Wormerveer), Oostzaan, Ilpendam, Medemblik en Amsterdam in Noord-Holland. Niet zelden was een grote plaatselijke aanhang te danken aan het werk van plaatselijke afdelingen met sterke persoonlijkheden aan het hoofd.
De minste aanhang had de partij in de overwegend gereformeerde plattelandsgemeenten in de Alblasserwaard, Hoeksche Waard, Krimpenerwaard, Lopikerwaard en Vijfheerenlanden. Ammerstol, gelegen in de Krimpenerwaard, vormt hierop een uitzondering. De bijnaam van dit dorp was ook wel Moskou aan de Lek.
| Jaar | Finsterwolde | Beerta | Reiderland/Nieuweschans |
| ---- | ------------ | ------ | ----------------------- |
| 1946 | 56,02%       | 52,27% | 39,88%                  |
| 1948 | 53,64%       | 50,20% | 38,14%                  |
| 1952 | 54,69%       | 45,25% | 39,66%                  |
| 1956 | 51,47%       | 38,51% | 45,76%                  |
| 1959 | 52,77%       | 35,78% | 20,63%                  |
| 1963 | 53,56%       | 39,30% | 25,31%                  |
| 1967 | 58,86%       | 47,39% | 36,11%                  |
| 1971 | 63,76%       | 48,94% | 36,48%                  |
| 1972 | 57,00%       | 47,31% | 32,92%                  |
| 1977 | 51,71%       | 37,43% | 30,13%                  |
| 1981 | 48,18%       | 35,22% | 22,68%                  |
| 1982 | 48,24%       | 38,81% | 23,87%                  |
| 1986 | 22,32%       | 20,04% | 8,23%                   |

## Ledenaantallen

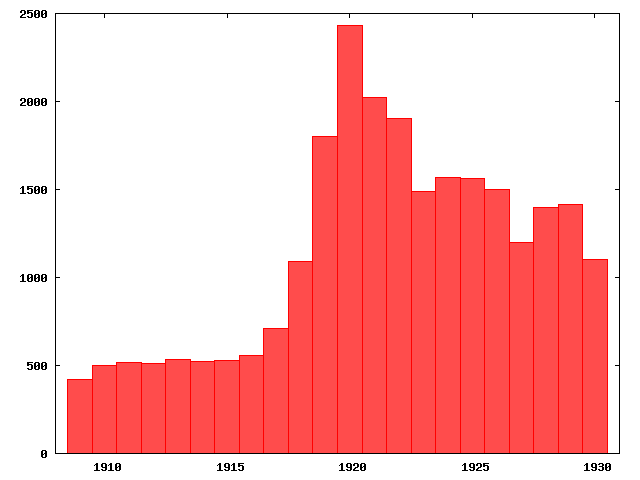
Ledenaantallen, 1909-1930

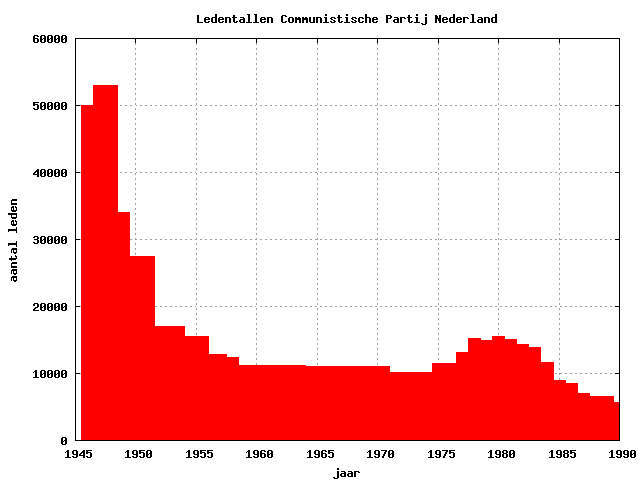
Ledenaantallen, 1946-1991

| Jaar | Aantal leden |
| ---- | ------------ |
| 1910 | 500          |
| 1920 | 2.431        |
| 1930 | 1.100        |
| 1940 | 9.000        |
| 1947 | 53.000       |
| 1950 | 27.392       |
| 1960 | ?            |
| 1970 | ?            |
| 1980 | 15.510       |
| 1991 | 3.416        |

## Bekende CPN-leden
- Marcus Bakker
- Friedl Baruch
- Ko Beuzemaker
- Anet Bleich
- Jaap Brandenburg
- Bertus Brandsen
- Ina Brouwer
- Jan Ceton
- Jan Dieters
- Roestam Effendi
- Elsbeth Etty
- Meindert Fennema
- Herman Gorter
- Henk Gortzak
- Daan Goulooze
- Paul de Groot
- Ger Harmsen
- Henk Hoekstra
- Wim Hulst
- Lou Jansen
- Gerrit Willem Kastein
- Wim Klinkenberg
- A.J. Koejemans
- Rie Lips-Odinot
- Fré Meis
- Piet Nak
- Ben Polak
- Jan Postma
- Willem van Ravesteyn
- Ton Regtien
- Frits Reuter
- Gerard van het Reve sr.
- Henriette Roland Holst
- Jan Romein
- Annie Romein-Verschoor
- Sebald Rutgers
- Paul Scheffer
- Leen Seegers
- Marijke Spies
- Koert Stek
- Anton Struik
- Ger Verrips
- Louis de Visser
- Ella Vogelaar
- Theun de Vries
- Gerben Wagenaar
- Berry Withuis
- David Wijnkoop
- Jaap Wolff
- Joop Wolff

## Verder lezen
Rob Hartmans: Rode kameraden. De Nederlandse communisten, 1909-1991. Omniboek, 2024.